# Arrochar Alps
De Arrochar Alps vormen een gebergte rondom de uiteinden van Loch Long, Loch Fyne en Loch Goil. Het gebergte is onderdeel van de Grampian Mountains, die zich over Schotland uitstrekken. De belangrijkste plaatsen zijn Arrochar en Lochgoilhead. Vele van de bergen liggen op het schiereiland Cowal in Argyll and Bute, in het westen van Schotland.
De bergen zijn vooral populair vanwege hun nabijheid en toegankelijkheid vanuit de Central Belt van Schotland, waaronder Glasgow. Ze liggen grotendeels in zowel het nationaal park Loch Lomond en de Trossachs als in het Argyll Forest Park.
De Glens die toegang geven tot het hart van het gebergte zijn onder andere: Glen Croe, Hell's Glen, Glen Mhor en Glen Kinglas.
De A83, een belangrijke hoofdweg naar de westkust van Schotland, loopt door het gebied. Er is een treinstation vlakbij het gebergte: station Arrochar and Tarbet.
In de Arrochar Alps liggen de volgende toppen van boven de 900 meter:
- Beinn Ìme, 1.011 m (Munro)
- Beinn Bhuidhe, 948 m (Munro)
- Ben Vorlich, 943 m (Munro)
- Beinn Narnain, 926 m (Munro)
- Ben Vane, 915 m (Munro)
- Ben Vorlich, 931 m (Munro Top)
- Beinn an Lochain, 901 m (Corbett)

In het gebied van de Arrochar Alps liggen de volgende lochs:
- Loch Goil
- Loch Restil
- Loch Long
- Loch Lomond
- Loch Sloy
- Loch Fyne